# لورا جونز
لورا جونز (بالإنجليزية: Laura Jones)‏ هي كاتبة سيناريو أسترالية، ولدت في 1951 في أستراليا.

## وصلات خارجية
- لورا جونز على موقع IMDb (الإنجليزية)
- لورا جونز على موقع ألو سيني (الفرنسية)
- لورا جونز على موقع أول موفي (الإنجليزية)
- لورا جونز على موقع قاعدة بيانات الأفلام السويدية (السويدية)
- لورا جونز على موقع قاعدة بيانات الفيلم (الإنجليزية)